# Питана
Питана (греч. Πιτάνη) — древнегреческий город и порт на эолийском побережье Мисии на западе Малой Азии. Находился на побережье залива Чандарлы (Çandarlı Körfezi) Эгейского моря, известного в древности как Кимский (др.-греч. Κυμαῖος κόλπος) или Элейский залив (Ἐλαϊτικός κόλπος). В настоящее время на месте древнего города находится деревня Чандарлы (тур. Çandarlı) в Турции, в районе Дикили ила Измира в Эгейском регионе.
По Страбону был населён эолийцами и имел две гавани. Находился в 30 стадиях от устья Каика (ныне Бакыр). Родина философа Аркесилая и математика и астронома Автолика.

## История
При раскопках в некрополе найдены артефакты микенского, протогеометрического и геометрического, протокоринфского, архаического периодов. Курос из Питаны, датируемый VI в. до н. э., хранится в археологическом музее в Бергаме.
В V в. до н. э. Питана состояла в Делосском союзе.
В 335 г. до н. э. македонский полководец Парменион осадил город в ходе кампании против Персидской империи, но город был спасен персидским военачальником Мемноном.
В царствование Антиоха I Сотера (281—261 до н. э.) Питана расширила свою территорию, уплатив царю 380 талантов. Эта территория была предметом спора с городом Митилена в середине II в. до н. э., который решался в Пергаме. В эллинистический период Питана была свободным городом, не в подчинении династии Атталидов, а в официальных документах уже не использовался эолийский диалект. В 84 г. до н. э. Митридат VI, отступая от римского полководца Гая Флавия Фимбрии, скрылся в Питане, откуда, после осады, бежал в Митилену.

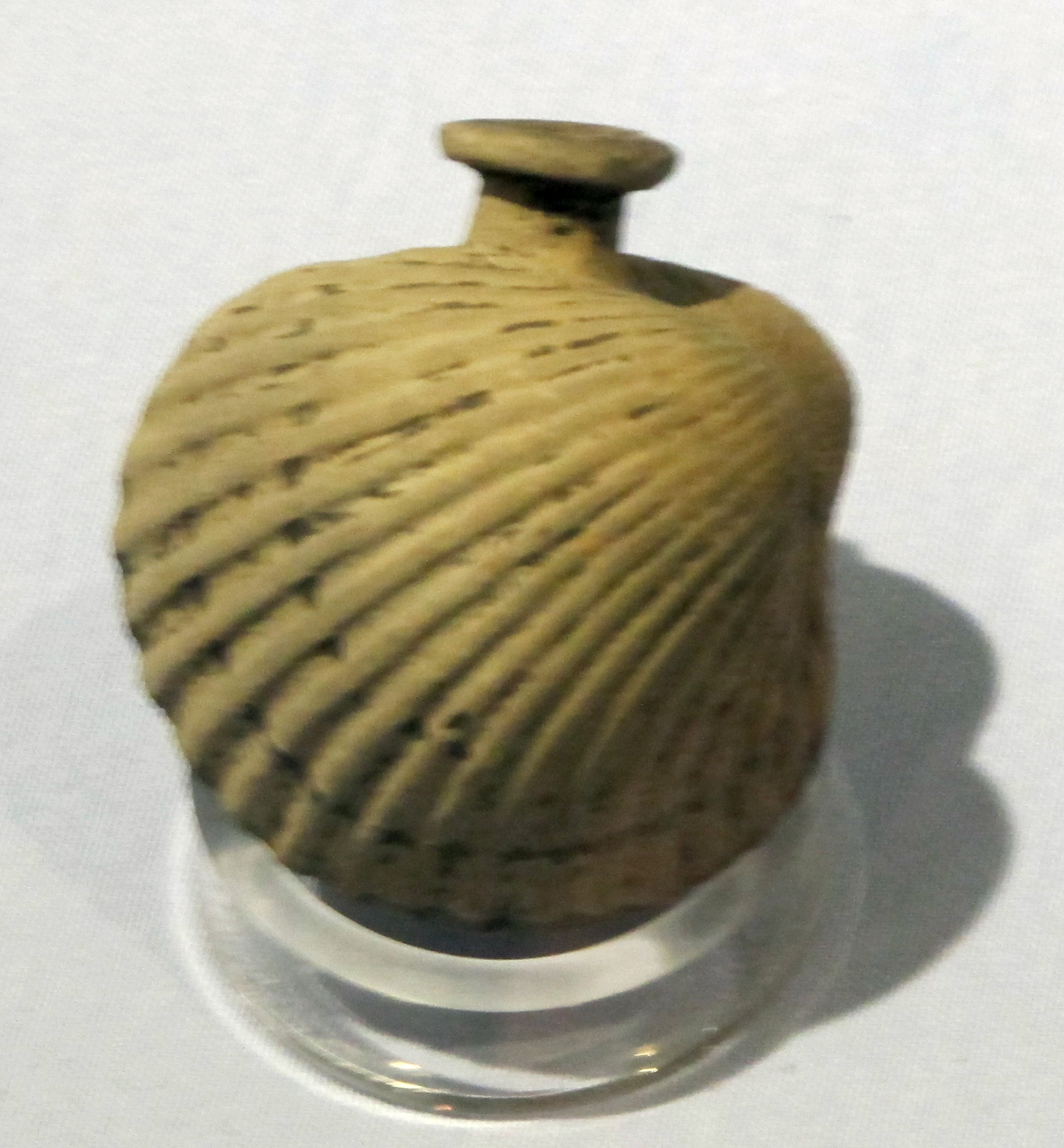
Сосуд из Питаны. VI век до н. э. Археологический музей Измира[тур.]
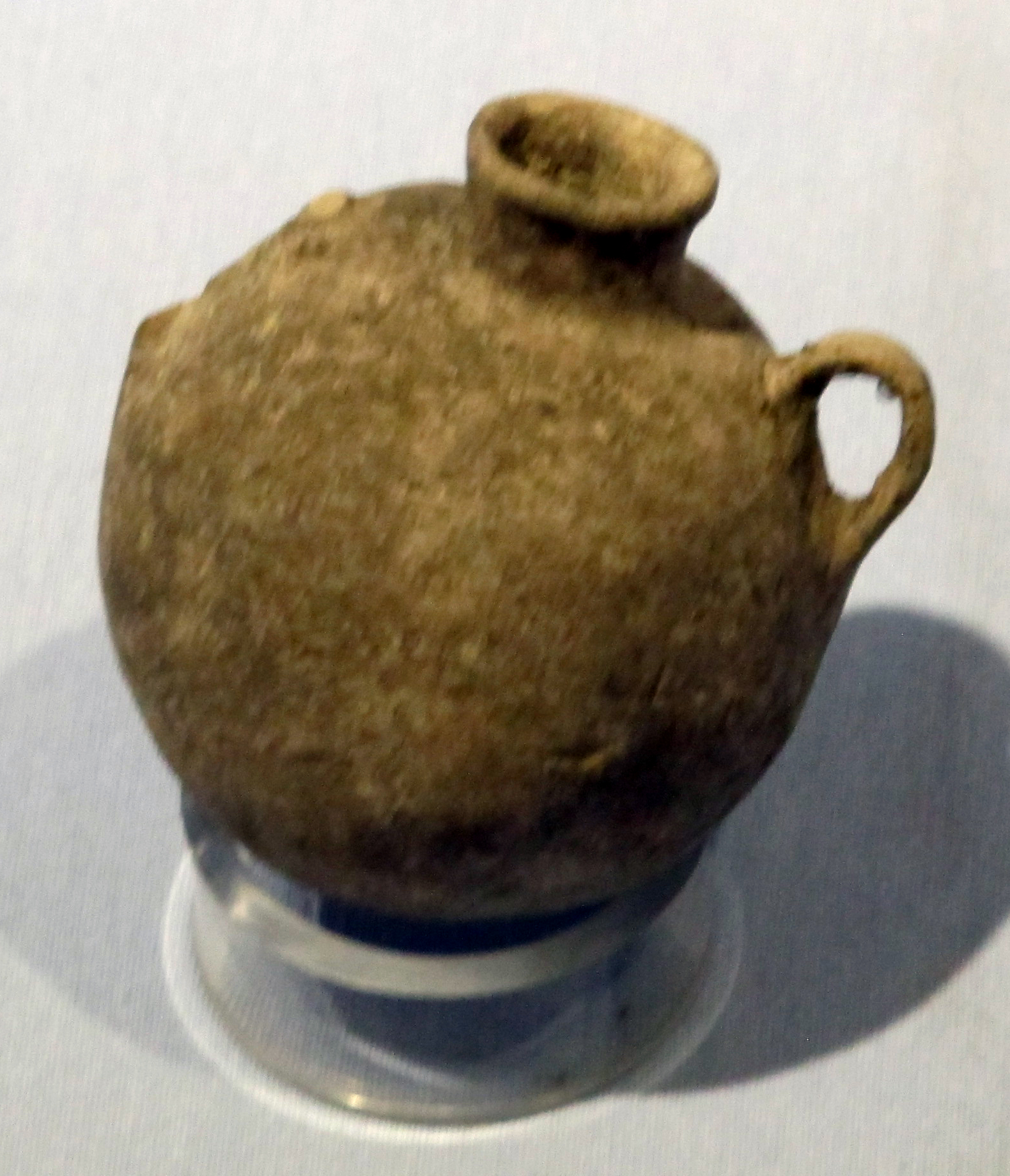
Сосуд из Питаны. VI век до н. э. Археологический музей Измира[тур.]